# Achille Guenée
Achille Guenée (també conegut com a M.A. Guenée; Chartres, 1 de gener de 1809 - Châteaudun, 30 de desembre de 1880) va ser un advocat i entomòleg francès.

## Biografia
Achille Guenée va estudiar a Chartres, on va mostrar un interès molt primerenc per les papallones i va ser encoratjat i ensenyat per François de Villiers (1790-1847). Va passar a estudiar dret a París, i després va entrar al «Bareau». Després de la mort del seu únic fill, va viure a Châteaudun, en Chatelliers. Durant la guerra franco-prusiana de 1870, Châteaudun va ser incendiat pels prussians, però les col·leccions de Guénée van romandre intactes.
Va ser autor de 63 publicacions, algunes amb Philogène Auguste Joseph Duponchel (1774-1846). Va escriure especialment Species des nocturnes (sis volums, 1852-1857) formant parts de les Suites à Buffon. Aquesta obra de gairebé 1.300 pàgines tracta sobre els noctúids del món. També és coautor, amb Jean Baptiste Boisduval, d'Histoire naturelle des Insectes. Espècie général des Lépidoptères (vols 5-10, 1836-1857).
Va ser membre fundador de la Société Entomologique de France (1832), i fou president el 1848 i membre honorari el 1874. Va ser un dels primers a descriure l'espècie Cadra calidella.

## Obres
- Iconographie des chenilles, pour faire suite à l'ouvrage intitulé Histoire naturelle des Lépidoptères Tome 1, Diurnes / par J.-B. Godart, continuée par P.-A.-J. Duponchel / Paris : Méquignon-Marvis, 1832
- Iconographie des chenilles : pour faire suite à l'ouvrage intitulé : Histoire naturelle des lépidoptères, ou papillons de France, par J.-B. Godart / ouvrage basé sur la méthode de Latreille ; avec les figures de chaque espèce, dessinées et coloriées d'après nature par P. Duménil, peintre d'histoire naturelle ; continuées P.-A.-J. Duponchel / Paris : Méquignon-Marvis, 1832-1849
- Tableaux synoptiques des l'epidoptères d'Europe : contenant la description de tous les l'epidoptères connus jusqu'a ce jour / par Mm. de Villiers et Guen'ee / Paris : M'equignon-Marvis, 1835
- Histoire naturelle des insectes : species général des lépidoptères / par le Dr Boisduval,...[et M.] Guenée / Paris : Librairie encyclopédique de Roret, 1836-1858
- Europaeorum microlepidopterorum Index methodicus : sive Pyrales, Tortrices, Tineae et Alucitae Linnaei, secundum novum naturalemque ordinem dispositae, nominibus genuini restitutis, synonimia accurate elucidata, locis indicatis, novisque speciebus aut larvis brevi descriptis / A. Guenée / Paris : Roret, 1845
- Iconographie et histoire naturelle des chenilles pour servir de complément à l'Histoire naturelle des lépidoptères ou papillons de France, de MM. Godart et Duponchel / par M. P.-A.-J. Duponchel / Paris : G. Baillière, 1849
- Iconographie et histoire naturelle des chenilles (2 vol.) : pour servir de complément à l'histoire naturelle des lépidoptères ou papillons de France / Duponchel P.-A.-J / Paris : Germer Baillière, 1849
- Histoire naturelle des insectes tome cinquième, Noctuélites sixième, Noctuélites septième, Noctuélites : species général des lépidoptères : Ouvrage accompagné de planches / par MM. Boisduval et Guenée / par A. Guenée / Paris : Librairie encyclopédique de Roret, 1852
- Histoire naturelle des insectes Tome huitième, Deltoïdes et pyralites : Species général des lépidoptères : ouvrage accompagné de planches / par MM Boisduval et Guenée / par M.A. Guénée / Paris : Librairie encyclopédique de Roret, 1854
- Histoire naturelle des insectes [Tomes neuvième et dixième], Uranides et phalénites [Tomes I et II], : Species général des lépidoptères : ouvrage accompagné de planches / par MM. Boisduval et Guenée / par M. A. Guenée / Paris : Librairie encyclopédique de Roret, 1857
- Statistique scientifique d'Eure et Loir : Lépidoptères / par M. Achille Guenée / Chartres : Petrot-Garnier, 1867
- Histoire naturelle des insectes : Species général des lépidoptères : [planches component les deux livraisons qui accompagnent le 1er volume] / par Messieurs Boisduval et Guénée / Paris : Librairie encyclopédique de Roret, [1858]